# Museum des Rigaer Ghettos und des Holocaust
Das Museum des Rigaer Ghettos und des Holocaust ist ein historisches Museum, das an der Grenze zur Moskauer Vorstadt im südöstlichen Teil Rigas liegt und über mehrere Dauerausstellungen verfügt, die vom Leben der Juden während des Zweiten Weltkriegs sowie in den Vorkriegsjahren berichten. Den Ausstellungen sind auch die religiösen Traditionen der Juden in Lettland sowie ihr Beitrag zum Kampf um die lettische Unabhängigkeit und ihre Rolle in Bildung und Kultur zu entnehmen.

## Gründung
Das Museum wurde mit Unterstützung der Stadtverwaltung Riga von der „Schamir“ Religionsgemeinschaft gegründet. Betreut wird es von der Nichtregierungsorganisation (NGO) Verbandsunternehmen Lettischer Museen (LMA).

## Aufgaben
Neben der Dokumentation und Wahrung der Geschichte des Rigaer Ghettos und des Holocausts in Lettland, bietet die Einrichtung Bildungsprogramme für Schulen, Universitäten und die breite Öffentlichkeit an, um die Auswirkungen des Holocaust zu vermitteln. Das Museum organisiert Gedenkveranstaltungen und im Außenbereich des Museums sind Gedenktafeln zu Ehren der Opfer des Holocaust angebracht. An diesen finden sich die Namen von über 70.000 lettischen Juden, die dem Holocaust zu Opfer fielen sowie etwa 25.000 Namen jener Juden, die aus anderen europäischen Ländern zwecks Ermordung ins Ghetto Riga deportiert wurden. Durch Forschungs- und Dokumentationsprojekte in Zusammenarbeit mit Historikern, Wissenschaftlern und Überlebenden des Holocaust sollen neue Erkenntnisse gewonnen werden. Außerdem steht das Museum im aktiven Austausch und der Zusammenarbeit mit Politikern, öffentlichen Einrichtungen und der Öffentlichkeit. Mit diesen Ansätzen widmet sich das Museum der Wahrung der Erinnerungen an den Holocaust in Lettland und ist eine Stätte für Toleranz, Menschenrechte sowie gegen Antisemitismus.

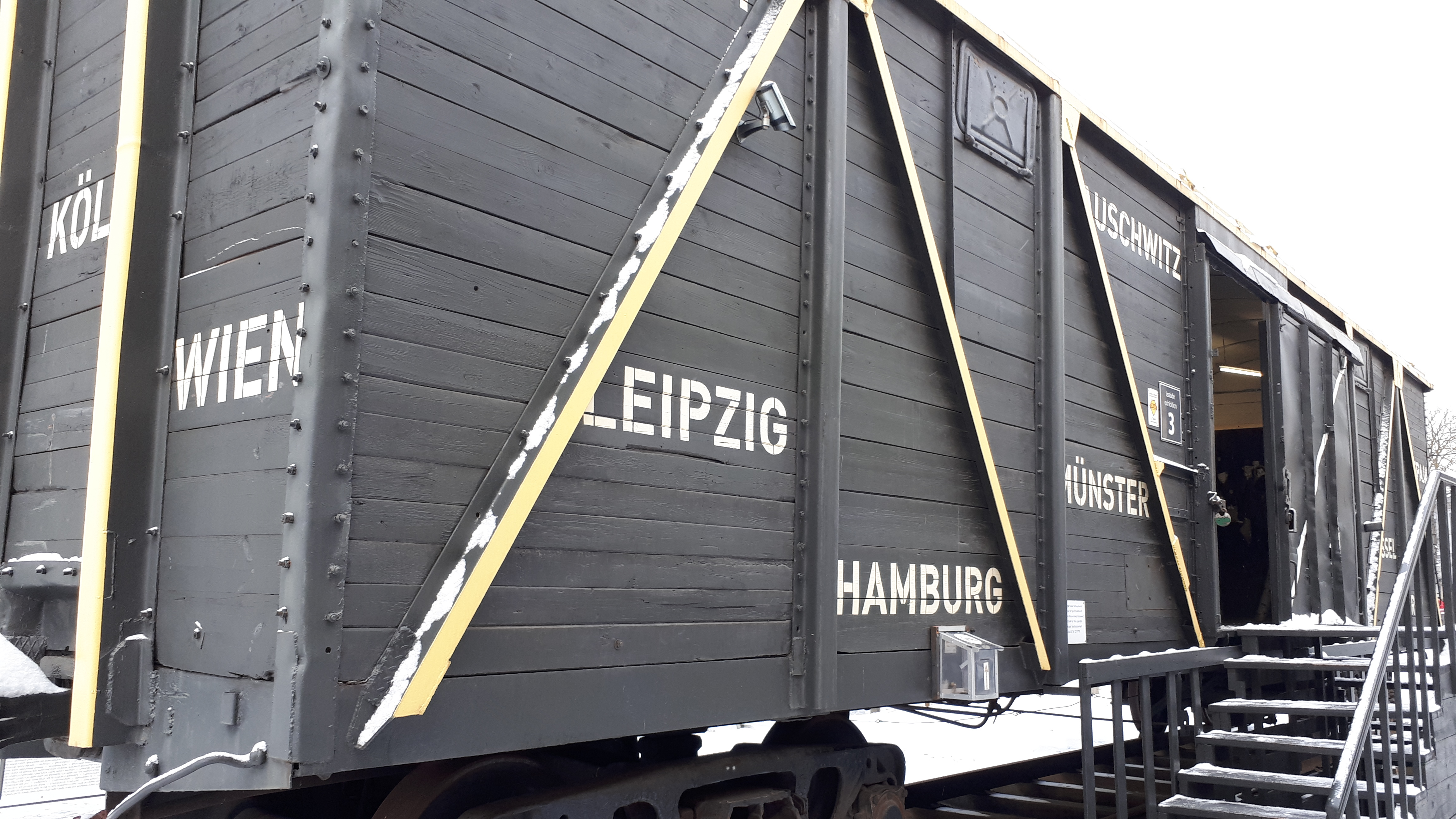
Eisenbahnwaggon

## Aufbau

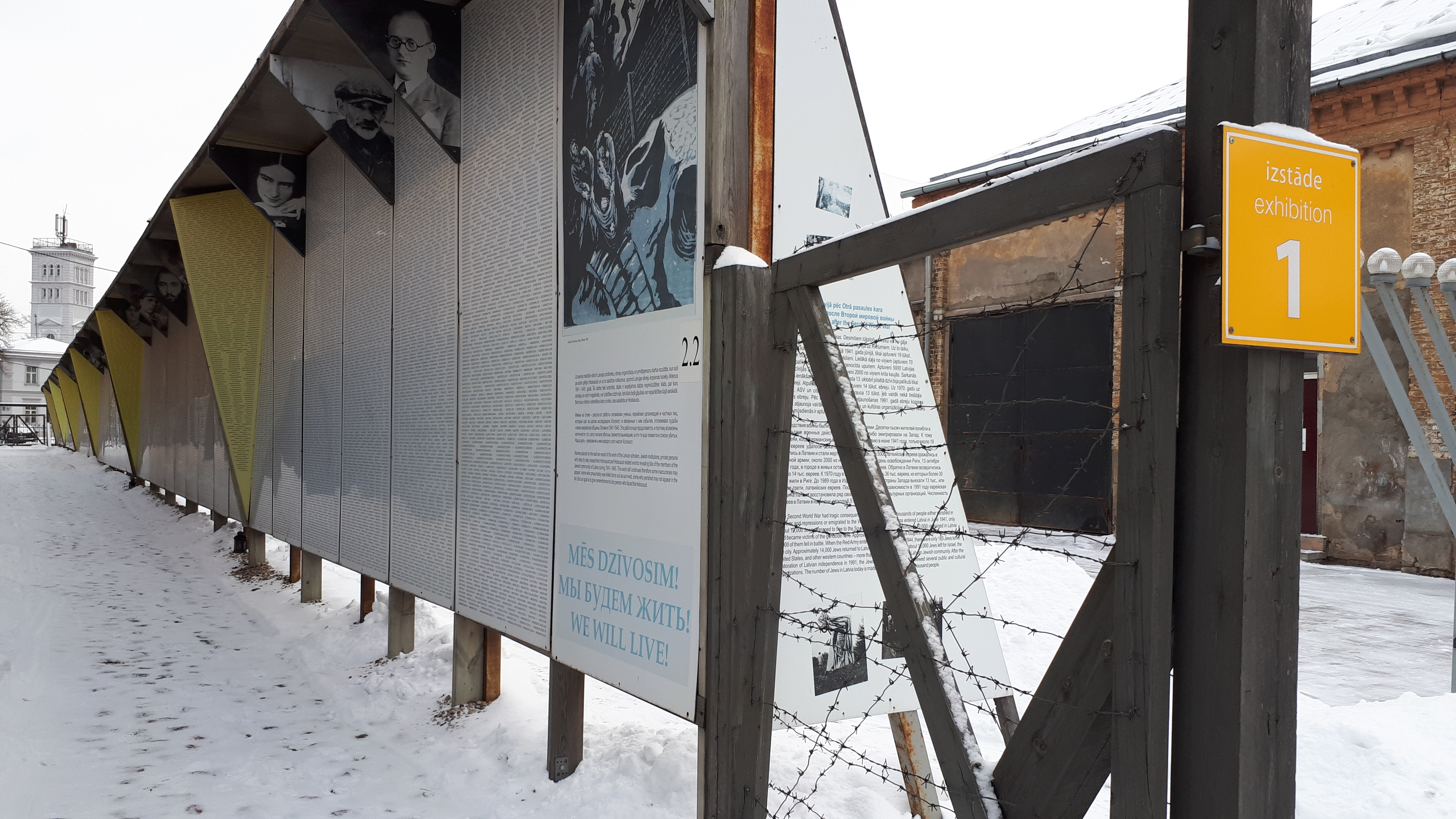
Außenausstellung

Das Museum besteht aus einem Haupthaus, mit Räumen mit Ausstellungen, außen angebrachten Gedenktafeln, einem kleinen Haus, in welchem das Leben der Juden illustriert ist und einer Eisenbahn. Abgegrenzt ist der Komplex durch einen Stacheldrahtzaun. Das Museumsgelände ist mit Pflastersteinen aus den Straßen des ehemaligen Ghettos gesäumt. Das Hauptgebäude stammt aus der zweiten Hälfte des 19. Jahrhunderts. Vor dem Krieg waren dort Lagerhäuser und Ställe.

## Lage
Das Museum befindet sich nahe der Grenze zum ehemaligen jüdischen Ghetto in der Moskauer Vorstadt. Die Lage nahe diesem historischen, bis heute architektonisch fast unveränderten Stadtviertel Rigas ermöglicht die Verbindung der Erkenntnisse aus dem Museum mit einer Erkundung des Lebensortes der Juden während des Zweiten Weltkriegs.